# Federico Colli
Federico Colli ( Brescia, Italie, 10 août 1988) est un pianiste classique italien. 

## Biographie
Federico Colli a étudié au Conservatoire de Milan, à l'Académie internationale de piano d'Imola et au Mozarteum de Salzbourg, sous la direction de Sergio Marengoni, Konstantin Bogino, Boris Petrushansky et Pavel Gililov.   
Il a donné une série de concerts dans le monde entier, dans des théâtres célèbres, avec des orchestres renommés et chefs d'orchestre réputés, obtenant toujours un grand succès auprès du public et des critiques.  
Il est bien connu pour ses approches hautement imaginatives et philosophiques de ses interprétations : selon Gramophone « Il ne fait aucun doute que Federico Colli est l'un des penseurs les plus originaux de sa génération. »
« Son toucher magnifiquement léger et sa grâce lyrique font briller la musique » selon The Daily Telegraph.

## Récompenses
Il a remporté le premier prix au Concours Mozart de Salzbourg en 2011 et le premier prix avec médaille d'or au Concours international de piano de Leeds en 2012.  Il a reçu de la municipalité de Brescia le "Grosso d'argento", récompensant le prestige international attribué à sa ville natale.

## Discographie sélective
- 2018 : Domenico Scarlatti : Sonatas Vol. 1, Chandos[3]
- 2019 : 
  - Works by Bach and Bach/ Busoni - J. S. Bach: Partita IV - BWV 828 in D major - Aria[4]
  - Domenico Scarlatti : Sonatas Vol. 2, Chandos